# Kepler-90
Kepler-90, také známá jako KOI-351 nebo 2MASS J18574403+4918185, je hvězda spektrální třídy F9 IV/V, nacházející se přibližně 2 790 světelných let od Slunce v souhvězdí Draka. Tato hvězda je známá díky tomu, že kolem ní bylo objeveno osm exoplanet, což z ní činí hvězdu s největším počtem známých planet mimo Sluneční soustavu.

## Historie objevu
Planetární systém Kepler-90 byl objeven pomocí družice Kepler a její metody tranzitu, která detekuje poklesy jasnosti hvězdy způsobené přechodem planety před ní. Sedm planet bylo objeveno již při prvotní analýze dat, avšak osmou planetu, Kepler-90i, odhalila umělá inteligence vyvinutá společností Google v roce 2017. Tento objev byl oznámen NASA dne 14. prosince 2017.

## Hvězda
Kepler-90 je hvězda podobná Slunci, i když je o něco větší a hmotnější. Její hmotnost a poloměr dosahují přibližně 1,2násobku hodnot Slunce. Povrchová teplota hvězdy činí přibližně 6080 K, což ji činí mírně teplejší než Slunce. Svítivost hvězdy odpovídá 1,7násobku sluneční svítivosti.
Kepler-90 patří mezi hvězdy hlavní posloupnosti, v jejichž jádru probíhá fúze vodíku na helium. Díky své vyšší hmotnosti oproti Slunci má však kratší životní cyklus. Vzdálenost od Země činí přibližně 855 parseků (2 790 světelných let), a proto ji nelze pozorovat pouhým okem.

## Planetární systém
Planetární systém Kepler-90 zahrnuje osm známých planet, což odpovídá počtu planet ve Sluneční soustavě. Všechny planety obíhají velmi blízko své hvězdy – celý systém se nachází uvnitř vzdálenosti, kterou zaujímá oběžná dráha Země kolem Slunce. Planety jsou uspořádány podobně jako v naší soustavě: vnitřní planety jsou menší a skalnaté, zatímco vnější jsou plynní obři.
| Planeta | Poloměr (v násobcích Země) | Velká poloosa (AU) | Oběžná doba (dny) | Excentricita |
| ------- | -------------------------- | ------------------ | ----------------- | ------------ |
| b       | 1,31                       | 0,074±0,016        | 7,01              | -            |
| c       | 1,19                       | 0,089±0,012        | 8,72              | -            |
| i       | 1,32                       | 0,107±0,03         | 14,45             | -            |
| d       | 2,87                       | 0,32±0,05          | 59,74             | -            |
| e       | 2,66                       | 0,42±0,06          | 91,94             | -            |
| f       | 2,88                       | 0,48±0,09          | 124,91            | 0,01         |
| g       | 8,13                       | 0,71±0,08          | 210,61            | 0,049±0,011  |
| h       | 11,32                      | 1,01±0,11          | 331,6             | 0,011±0,002  |

Největší a nejvzdálenější planety, Kepler-90g a Kepler-90h, jsou plynnými obry, zatímco vnitřní planety jsou pravděpodobně skalnaté. Všechny známé planety obíhají v těsné rezonanci, což naznačuje, že systém je gravitačně stabilní.

## Srovnání se Sluneční soustavou
Přestože počet planet v systému Kepler-90 odpovídá Sluneční soustavě, rozdíly mezi oběma systémy jsou značné. Planety Kepler-90 obíhají mnohem blíže ke své hvězdě, což znamená kratší oběžné doby a vyšší povrchové teploty. Například Kepler-90h, nejvzdálenější planeta v systému, obíhá svou hvězdu ve vzdálenosti přibližně odpovídající oběžné dráze Země.
Na rozdíl od Sluneční soustavy, kde plynný obr Jupiter výrazně dominuje svou hmotností, jsou planety Kepler-90 systematicky rozloženy v menším prostoru.

## Význam objevu
Objev osmi planet u Kepler-90 ukazuje, že hvězdné systémy s velkým počtem planet nejsou omezeny pouze na Sluneční soustavu. Technologie umělé inteligence, která umožnila identifikaci osmé planety, představuje významný posun v metodách analýzy astronomických dat.